# The Woman in Black
The Woman in Black er en britisk gyserfilm fra 2012 og den blev instrueret af James Watkins, og har Daniel Radcliffe, Ciarán Hinds og Janet McTeer i hovedrollerne.
Filmen er baseret på bogen med samme navn af Susan Hill, og en version af tv-filmen med samme navn fra 1989. En efterfølger kaldet The Woman in Black: Angels of Death, kom i 2015.

## Medvirkende
- Daniel Radcliffe som Arthur Kipps
- Ciarán Hinds som Daily
- Janet McTeer som Mrs. Daily
- Liz White som Jennet
- Roger Allam som Mr. Bentley
- Tim McMullan som Mr. Jerome
- David Burke som PC Collins
- Jessica Raine som Nanny
- Daniel Cerqueira som Keckwick
- Shaun Dooley som Fisher
- Sophie Stuckey som Stella Kipps
- Mary Stockley som Mrs. Fisher
- Misha Handley som Joseph Kipps
- Cathy Sarasom Mrs. Jerome
- Aoife Doherty som Lucy Jerome
- Victor McGuire som Gerald Hardy
- William Tobin som Charlie Hardy
- Alfie Field som Tom Hardy
- Alexia Osborne som Victoria Hardy
- Alisa Khazanova som Mrs. Drablow
- Ashley Foster som Nathaniel Drablow
- Sidney Johnston som Nicholas Daily